# Showtime (musikalbum av UFO)
Showtime är ett livealbum från 2005 av den brittiska rockgruppen UFO. På albumet spelar två nya bandmedlemmar: Jason Bonham på trummor och sång, samt Vinnie Moore på gitarr. Det gavs även ut som dvd under samma titel.

## Låtlista
Skiva ett
1. "Mother Mary" - 4:57
2. "When Daylight Goes to Town" - 4:55
3. "Let It Roll" - 5:05
4. "I'm a Loser" - 4:38
5. "This Kids" - 5:06
6. "The Wild One" - 5:22
7. "Fighting Man" - 5:15
8. "Only You Can Rock Me" - 4:46

Skiva två
1. "Baby Blue" - 5:01
2. "Mr. Freeze" - 4:55
3. "Love to Love" - 9:33
4. "Too Hot to Handle" - 5:16
5. "Lights Out" - 6:17
6. "Rock Bottom" - 15:26
7. "Doctor Doctor" - 7:06
8. "Shoot Shoot" - 5:02